# 짖음

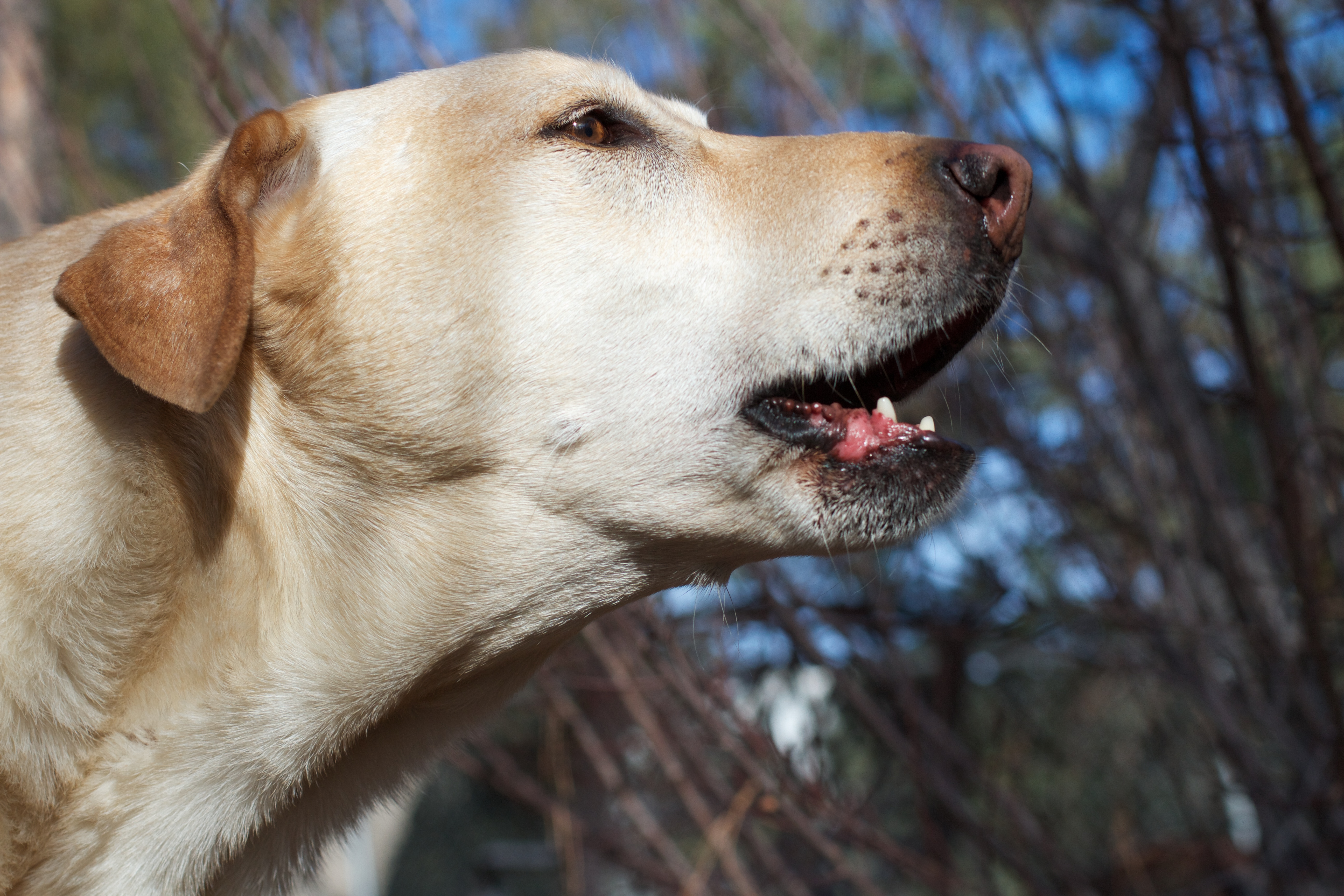
개가 짖는 모습

짖음은 개가 자주 내는 소리다. 개 뿐만 아니라 개과도 짖는 행위를 한다. 개는 많은 사회적 상황에서 짖으며, 개의 음향적 의사소통은 비대하다. 늑대가 짖는 소리는 짧고 고립되는 경향이 있는 반면, 개가 짖는 소리는 종종 반복적이다.